# Camiling
Camiling là một đô thị hạng 1 ở tây bắc tỉnh Tarlac ở Philippines. Đô thị này có cự ly khoảng 150 km về phía bắc-tây-bắc Manila, và khoảng 50 km về phía nam-tây-nam Thành phố Dagupan ở Pangasinan. Đây là trung tâm thương mại của một khu vực gồm 8 thị xã và giáp với tỉnh Pangasinan. Camiling giáp San Clemente về phía tây, Bayambang về phía bắc, Sta. Ignacia và Mayantoc về phía nam, Paniqui về phía đông. Tên gọi đô thị này lấy theo tên cây kamiring mọc hoang ở khu vực.

## Barangays
Camiling được chia thành 61 barangay.
| - Anoling 1st - Anoling 2nd - Anoling 3rd - Bacabac - Bacsay - Bancay 1st - Bancay 2nd - Bilad - Birbira - Bobon 1st - Bobon 2nd - Bobon Caarosipan - Cabanabaan - Cacamilingan Norte (with Kipping village) - Cacamilingan Sur - Caniag | - Carael - Cayaoan - Cayasan - Florida - Lasong - Libueg - Malacampa - Manaquem - Manupeg - Marawi - Matubog - Nagrambacan - Nagserialan - Palimbo Proper - Palimbo-Caarosipan | - Pao 1st - Pao 2nd - Pao 3rd - Papaac - Pindangan 1st - Pindangan 2nd - Pob. A - Pob. B - Pob. C - Pob. D - Pob. E - Pob. F - Pob. G - Pob. H - Pob. I | - Pob. J - Santa Maria - Sawat - Sinilian 1st (with Sitio Cabaluangan and Nangalisan) - Sinilian 2nd (with Sitio Barikir) - Sinilian 3rd - Sinilian Cacalibosuan - Sinulatan 1st - Sinulatan 2nd - Surgui 1st - Surgui 2nd - Surgui 3rd - Tambugan - Telbang - Tuec |

## Thành phố kết nghĩa
- Juneau, Alaska, Hoa Kỳ.  Lưu trữ ngày 9 tháng 5 năm 2012 tại Wayback Machine